# Surachet Kwannai
Surachet Kwannai (ur. 18 sierpnia 1979) – tajski zapaśnik w stylu wolnym i klasycznym.
Zajął siódme miejsce na igrzyskach azjatyckich w 1998. Dziewiąty na mistrzostwach Azji w 2007. Srebrny medalista igrzysk Azji Południowo-Wschodniej w 1997, 2003 i 2009. Drugi w mistrzostwach Azji Południowo-Wschodniej w 1999; trzeci w 1997 roku.